# Аль-Хиляль (футбольный клуб, Омдурман)
«Аль-Хиляль» (араб. نادي الهلال السوداني‎) — суданский футбольный клуб из Омдурмана. Выступает в Премьер-лиге Мавритании. Домашние матчи проводит на стадионе «Аль-Хиляль», вмещающем 35 000 зритлей.

## История
«Аль-Хиляль» является самым титулованным клубом Судана за всю историю (30 чемпионских титула) и главным оппонентом другого местного суперклуба «Аль-Меррейх». Однако, в отличие от «Красных Дьяволов», «Аль-Хиляль» за свою долгую историю так ни разу и не смог выиграть ни одного международного трофея. Тем не менее, клуб-рекордсмен дважды (в 1987 и 1992 годах) добирался до финала самого престижного континентального турнира — Кубка Чемпионов. «Аль-Меррейх» подобным достижением похвастать не может, но зато однажды (в 1989 году) выиграл Кубок обладателей кубков КАФ.
Сезон-2024/25 команда, как и «Аль-Меррейх», проводила в чемпионате Мавритании из-за гражданской войны в Судане. «Аль-Хиляль» уверенно выиграл чемпионат и прервал семилетнюю серию побед клуба «Нуадибу». Официально чемпионом Мавритании, тем не менее, был признан «Нуадибу», а «Аль-Хиляль» получил титул «почётного чемпиона».

## Достижения

### Местные
- Победитель Премьер-лиги — 30 (1965, 1967, 1970, 1973, 1981, 1983, 1984, 1986, 1987, 1989, 1991, 1994, 1995, 1996, 1998, 1999, 2003, 2004, 2005, 2006 , 2007, 2009, 2010, 2012, 2014, 2016, 2017, 2020/21, 2021/22, 2024)
- Обладатель Кубка Судана — 8 (1998, 2000, 2002, 2004, 2009, 2011, 2016, 2021-22)
- Почётный чемпион Мавритании — 2024/25[3]

### Международные
- Лига чемпионов КАФ
  - Финалист — 1987, 1992